# آدالبرت دسو
آدالبرت دسو (به رومانیایی: Adalbert Deșu) یا بلا دسو (مجاری: Béla Dezső؛ ۲۴ مارس ۱۹۰۹ – ۶ ژوئن ۱۹۳۷) یک بازیکن فوتبال اهل رومانی بود.
وی همچنین در تیم ملی فوتبال رومانی بازی کرده‌است.